# Sigatoka
Il fiume Sigatoka scorre nella più grande isola dell'arcipelago delle Figi, l'isola di Viti Levu. Nasce sul Monte Tomanivi e scorre per 120 km. Alla sua foce si trovano le Sigatoka Sand Dunes.